# Grã-Bretanha nos Jogos Olímpicos de Inverno de 1964
A Grã-Bretanha competiu nos Jogos Olímpicos de Inverno de 1964, realizados em Innsbruck, Áustria.